# Variratina
Variratina là một chi nhện trong họ Salticidae.